# Sphinctus chinensis
Sphinctus chinensis là một loài tò vò trong họ Ichneumonidae.